# Le Croisty
Le Croisty [lə kʁwasti] est une commune française située dans le département du Morbihan, en région Bretagne.

## Toponymie
Le nom de la localité est mentionné sous la forme Croasti au XIIe siècle.
Le nom de la commune en breton est Ar C'hroesti.
Le Croisty signifie en breton « maison de la croix » de croaz, croix, et ti, maison. La localité doit son nom au fait qu'elle fut le siège d'une commanderie de l'ordre de Saint-Jean de Jérusalem.

## Géographie

### Localisation
Le Croisty est une commune rurale du centre Bretagne. Elle appartient par ses traditions au Pays Pourlet et à la Basse-Bretagne. Le bourg se situe à vol d'oiseau à 30 km à l'Ouest de Pontivy, 35 km au nord de Lorient et 64 km au nord-ouest de Vannes.
|         | Saint-Tugdual          |          |
| Priziac | du Croisty             | Ploërdut |
|         | Saint-Caradec-Trégomel |          |

### Relief et hydrographie
L'Aër, également appelée Rivière du Pont Rouge du nom d'un pont franchissant le cours d'eau entre Priziac et Le Croisty, arrose la commune et sert de limite naturelle avec les communes limitrophes de Saint-Tugdual au nord et de Priziac à l'ouest. La colline de Mané Garhénec culmine à 255 mètres et constitue le point le plus élevé de la commune. Le point le plus bas de la commune, 123 mètres d'altitude, est situé au lieu-dit moulin du Pont Tournant, au fond de la vallée de l'Aër.
| - Carte topographique de la commune de Le Croisty. |

### Hydrographie
Pour un article plus général, voir Réseau hydrographique du Morbihan.
La commune est située dans le bassin Loire-Bretagne. Elle est drainée par l'Aër, le ruisseau de Corrogant, le ruisseau de Kermartin, le ruisseau de Kersallic et divers autres petits cours d'eau,.
L'Aër, d'une longueur de 28 km, prend sa source dans la commune de Ploërdut et se jette  dans l'Ellé à Meslan, après avoir traversé cinq communes. 

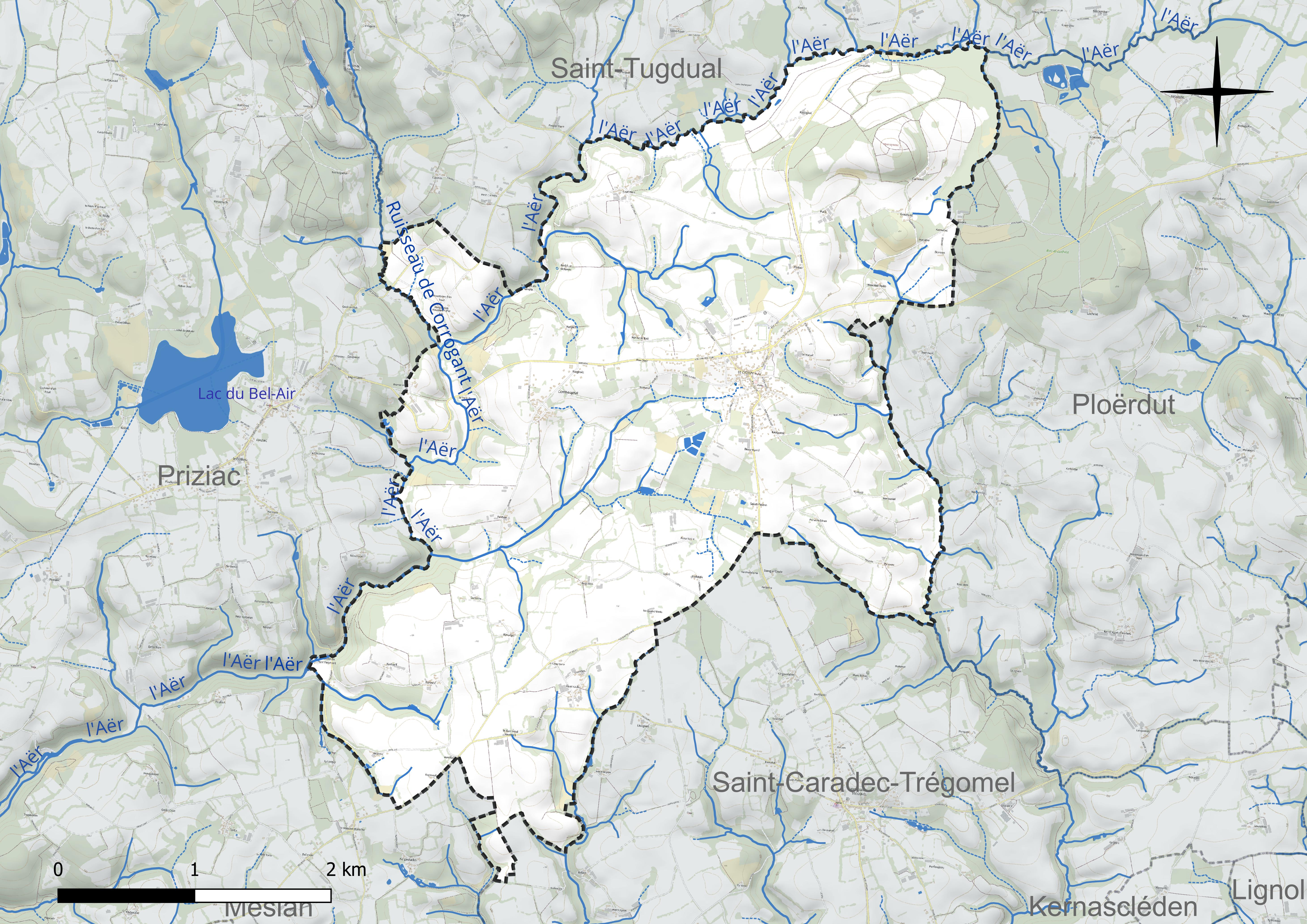
Réseau hydrographique du Le Croisty.

### Climat
Pour des articles plus généraux, voir Climat de la Bretagne et Climat du Morbihan.
En 2010, le climat de la commune est de type climat océanique franc, selon une étude du CNRS s'appuyant sur une série de données couvrant la période 1971-2000. En 2020, Météo-France publie une typologie des climats de la France métropolitaine dans laquelle la commune est exposée à un climat océanique et est dans la région climatique  Bretagne orientale et méridionale, Pays nantais, Vendée, caractérisée par une faible pluviométrie en été et une bonne insolation. Parallèlement l'observatoire de l'environnement en Bretagne publie en 2020 un zonage climatique de la région Bretagne, s'appuyant sur des données de Météo-France de 2009. La commune est, selon ce zonage, dans la zone « Monts d'Arrée », avec des hivers froids, peu de chaleurs et de fortes pluies.  
Pour la période 1971-2000, la température annuelle moyenne est de 10,9 °C, avec une amplitude thermique annuelle de 11,9 °C. Le cumul annuel moyen de précipitations est de 1 096 mm, avec 16,3 jours de précipitations en janvier et 8,2 jours en juillet. Pour la période 1991-2020, la température moyenne annuelle observée sur la station météorologique la plus proche, située sur la commune de Lanvénégen à 15 km à vol d'oiseau, est de 12,1 °C et le cumul annuel moyen de précipitations est de 1 215,0 mm,. Pour l'avenir, les paramètres climatiques de la commune estimés pour 2050 selon différents scénarios d’émission de gaz à effet de serre sont consultables sur un site dédié publié par Météo-France en novembre 2022.

## Urbanisme

### Typologie
Au 1er janvier 2024, Le Croisty est catégorisée commune rurale à habitat dispersé, selon la nouvelle grille communale de densité à sept niveaux définie par l'Insee en 2022.
Elle est située hors unité urbaine et hors attraction des villes,.

### Occupation des sols

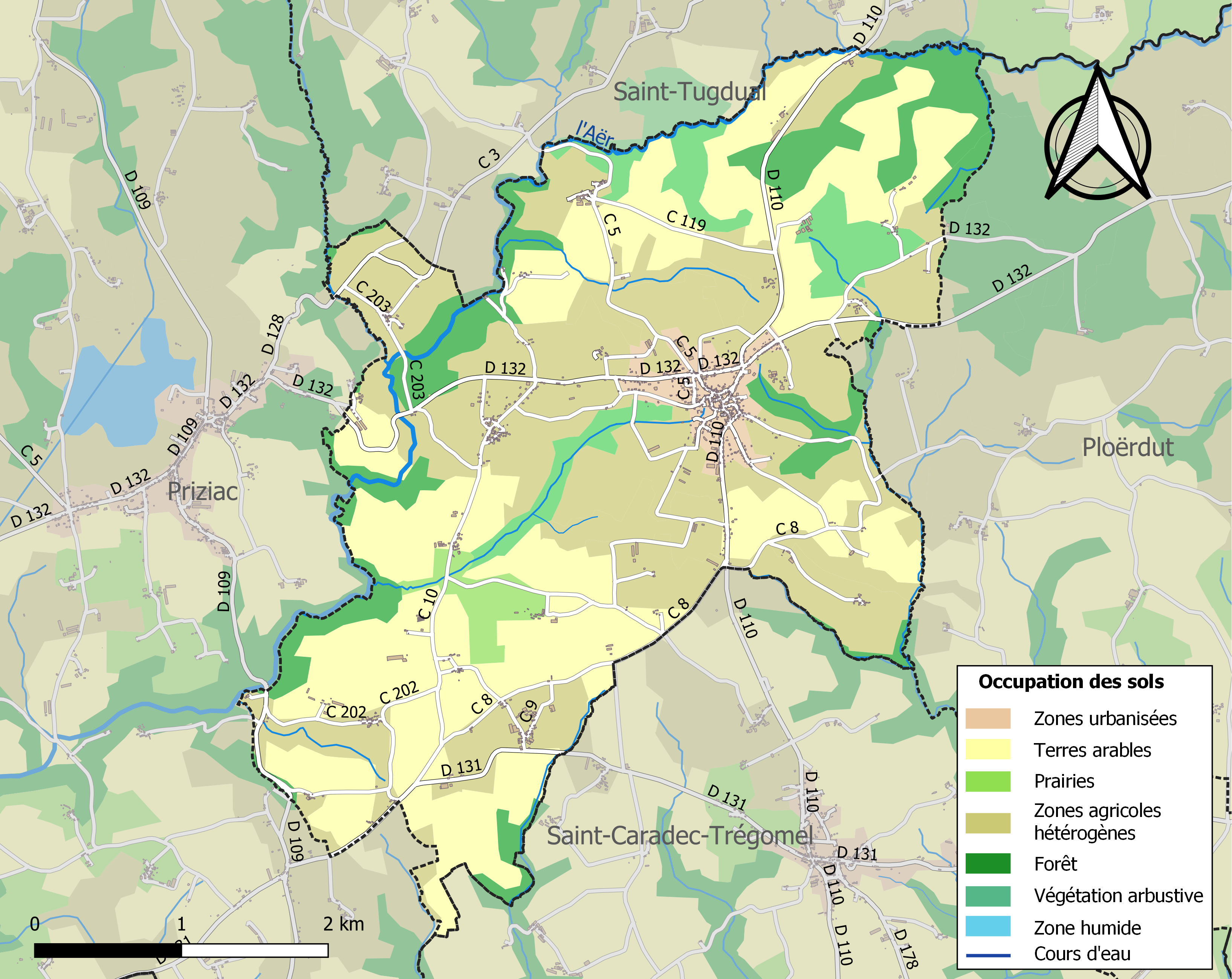
Carte des infrastructures et de l'occupation des sols de la commune en 2018 (CLC).

Le tableau ci-dessous présente l' occupation des sols de la commune en 2018, telle qu'elle ressort de la base de données européenne d’occupation biophysique des sols Corine Land Cover (CLC).
| Type d’occupation                                                                   | Pourcentage | Superficie (en hectares) |
| ----------------------------------------------------------------------------------- | ----------- | ------------------------ |
| Tissu urbain discontinu                                                             | 3,2 %       | 51                       |
| Terres arables hors périmètres d'irrigation                                         | 36,5 %      | 582                      |
| Prairies et autres surfaces toujours en herbe                                       | 1,9 %       | 30                       |
| Systèmes culturaux et parcellaires complexes                                        | 35,6 %      | 567                      |
| Surfaces essentiellement agricoles interrompues par des espaces naturels importants | 5,3 %       | 85                       |
| Forêts de feuillus                                                                  | 10,0 %      | 160                      |
| Forêts de conifères                                                                 | 1,6 %       | 26                       |
| Forêts mélangées                                                                    | 0,5 %       | 8                        |
| Landes et broussailles                                                              | 1,7 %       | 27                       |
| Forêt et végétation arbustive en mutation                                           | 3,6 %       | 58                       |
| Source : Corine Land Cover                                                          |             |                          |

### Morphologie urbaine
La commune compte 57 écarts. Le Bourg constitue l'agglomération principale. La plupart des écarts sont de simples hameaux constitués de deux ou trois maisons mais d'autres sont plus importants comme le village de Cornhospital.

### Habitat
La commune a conservé une partie de son habitat ancien, notamment dans le Bourg. L'habitat traditionnel est en pierre de taille et utilise comme matériau le granite.

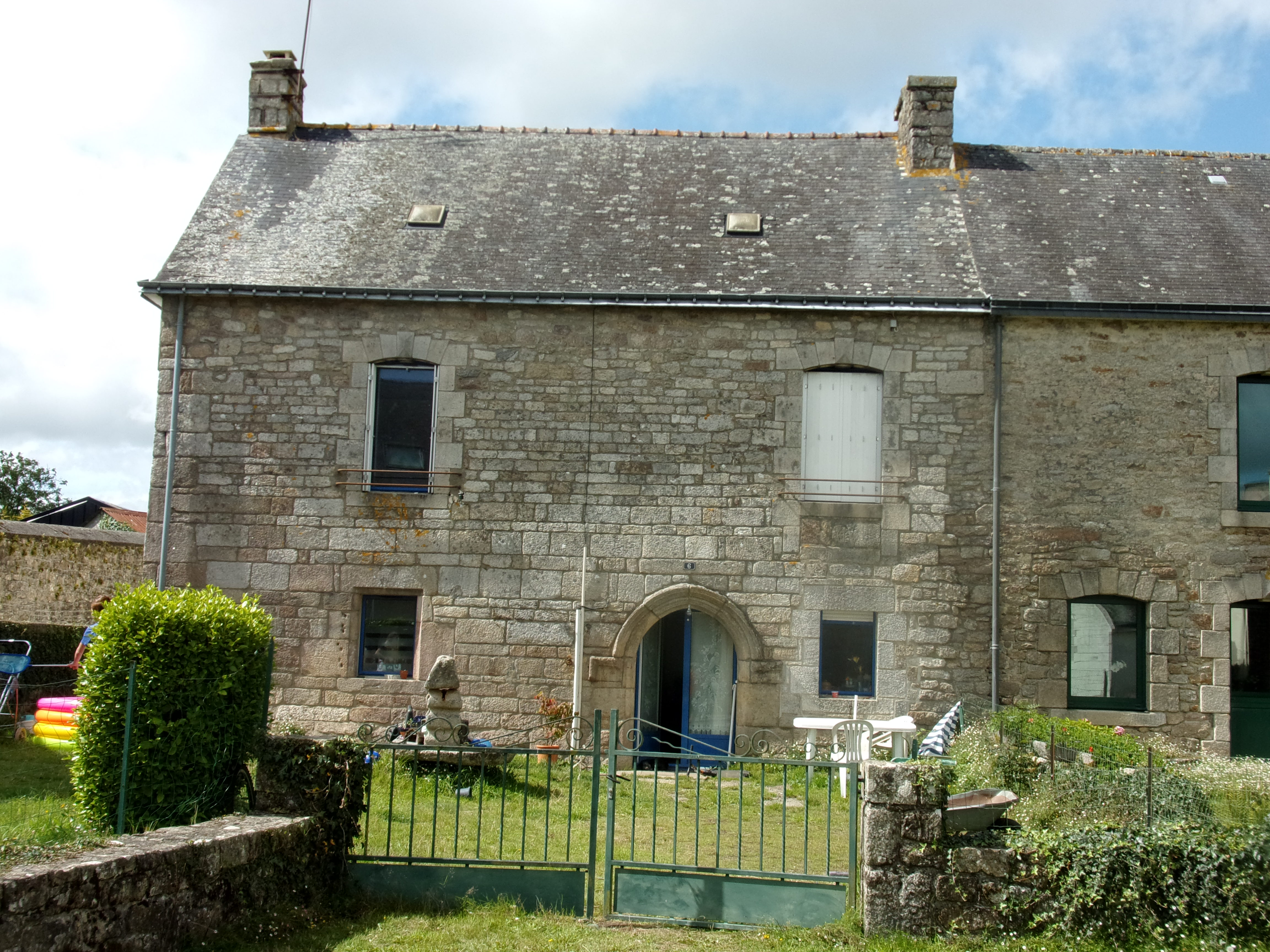
Maison du bourg avec linteau de porte mouluré.
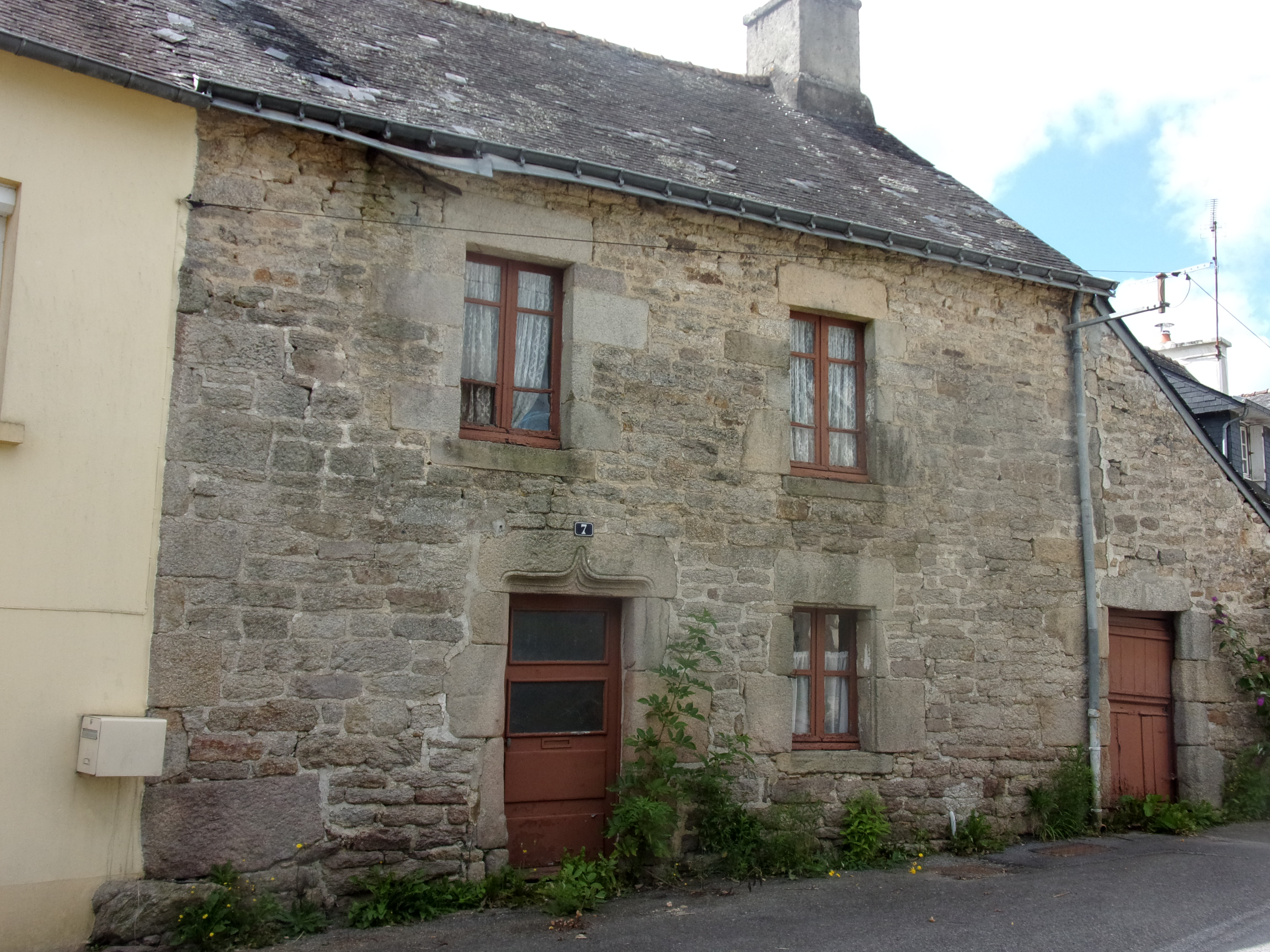
Maison du bourg avec linteau de porte orné d'une accolade.
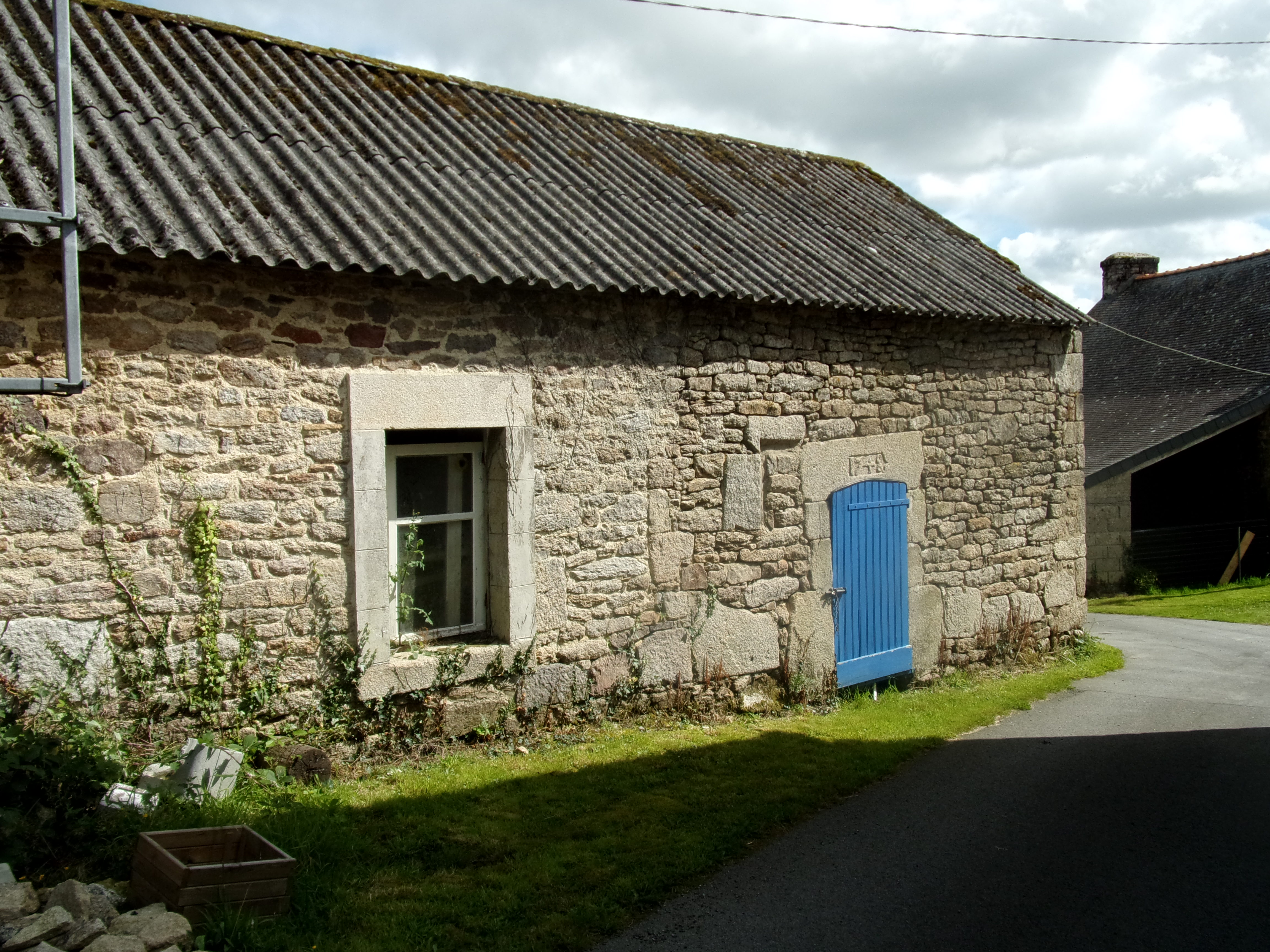
Maison de Cornhospital datée de 1748 (date sur linteau de porte).

## Histoire

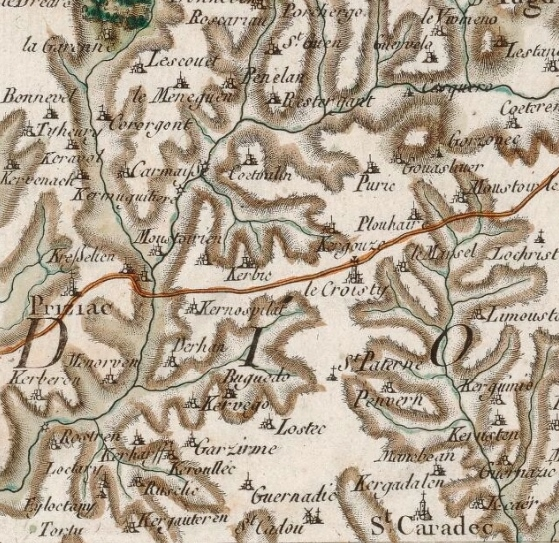
Carte de Cassini de la paroisse de Priziac et de la trève du Croisty, qui dépendait de la paroisse de Saint-Tugdual (1787).

### Moyen Âge et Temps modernes
Sous l'Ancien Régime, Le Croisty était une trève dépendant de la paroisse de Saint-Tugdual.

#### Les Hospitaliers
Les habitants du bourg du Croisty dépendaient des Hospitaliers de l'ordre de Saint-Jean de Jérusalem. Ils étaient soumis au régime de la quévaise. À ce titre ils devaient verser une dîme tous les ans au commandeur de la commanderie du Croisty dont ils étaient redevables et ils devaient se rendre au moulin banal situé sur la rivière Aër pour y moudre leur grain.
Louis Rosenzweig écrit en 1863 qu'un moulin situé à 2 km environ de la chapelle du Croisty se nomme moulin du Temple et que les paysans de toute cette portion du pays appellent encore la terre  Dour-Templ ("Terre de Templiers").

### Révolution française
La trève de Le Croisty fut totalement incluse dans la commune de Saint-Tugdual lors de la Révolution française.

### LeXIXesiècle
Le 6 octobre 1872 , 116 habitants de la section de Le Croisty (la section était délimitée par le cours de la rivière Aër au nord) demandèrent la séparation de cette section de la commune de Saint-Tugdual et son érection en commune distincte. 6 conseillers municipaux prirent l'initiative de la pétition. Ils firent valoir que la section du Croisty possédait une église, un presbytère et un cimetière. Par ailleurs un décret du 30 septembre 1865 avait érigé l'église du Croisty en succursale et un second décret en date du 2 juillet 1866 avait créé un adjoint spécial chargé de remplir les fonctions d'état-civil dans la section du Croisty. Enfin les habitants des villages de la section étaient presque tous obligés de traverser Le Croisty pour se rendre à leur chef-lieu d'alors ; la distance entre les 2 bourgs faisait 5 kilomètres; les villages de Ruzellic, de Kerharff, de moulin de Pontournant et autres se trouvaient encore au-delà de 5 kilomètres. Le projet ne fut pas accepté. Si le projet avait abouti, la population de la commune de Saint-Tugdual n'aurait plus été que de 830 habitants, son étendue de 2022 hectares et ses revenus ordinaires n'auraient pas dépassé 2190 francs. La nouvelle commune du Croisty aurait eu une population de 795 habitants, une étendue de 1592 hectares et ses revenus ordinaires auraient été de 1634 francs. Lorsque la pétition fut déposée, la section du Croisty n'avait toujours pas d'école et les enfants devaient se rendre à Saint-Tugdual ou dans les chefs-lieux voisins pour bénéficier des bienfaits de l'instruction.
C'est en 1882 que le conseil municipal de Saint-Tugdual vote la construction d'une école mixte au Croisty, la section du Croisty comptant alors plus de 700 habitants.

### LeXXesiècle

#### La création de la commune en 1903

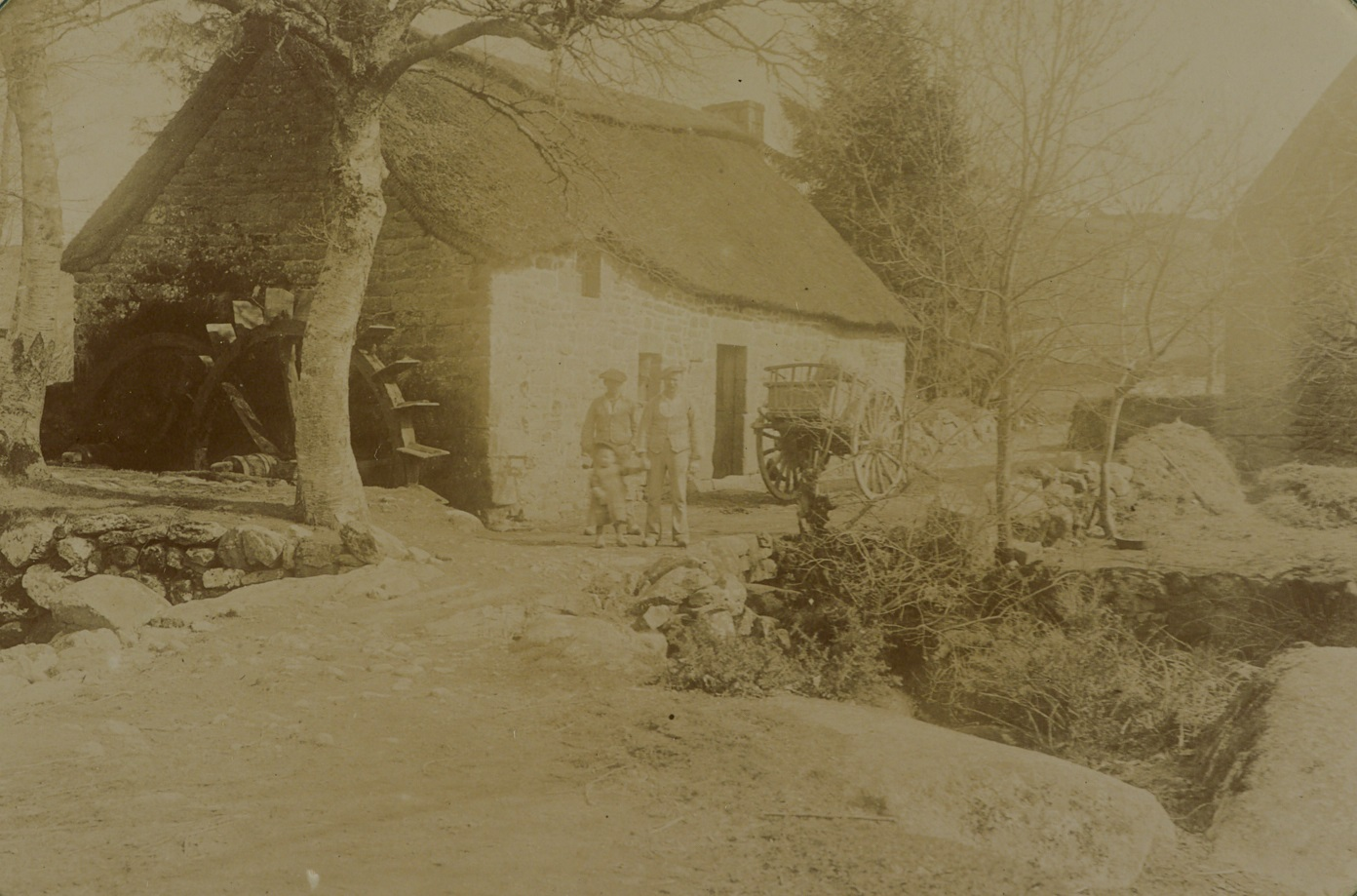
Le moulin de l'Aër avec ses 2 roues et son habitation au toit de chaume vers 1900.

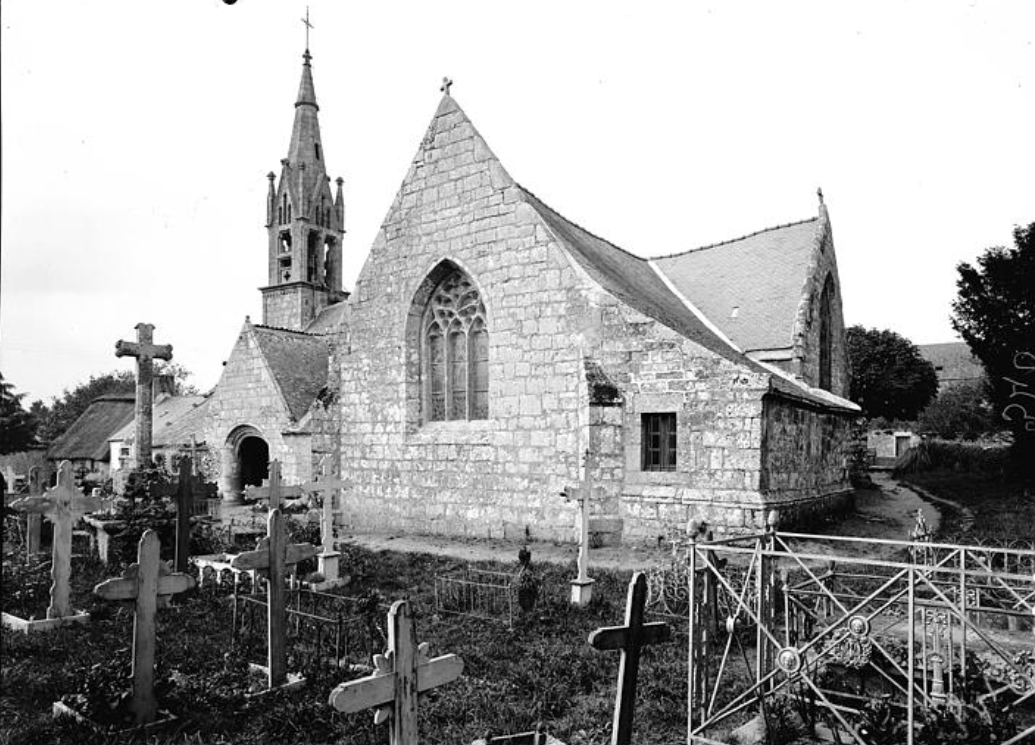
L'église en 1922 avant le transfert du cimetière

Le Croisty n'accéda à l'indépendance communale que le 29 novembre 1903. Pour obtenir leur indépendance, les habitants du quartier du Croisty firent valoir que Le Croisty avait déjà une église qui remontait aux Hospitaliers de l'ordre de Saint-Jean de Jérusalem, mais qui, nouvellement restaurée, était largement suffisante pour les besoins du culte, ainsi que d'un cimetière, une maison d'école, un presbytère et une fontaine publique.

#### La Première Guerre mondiale
Le monument aux morts de Le Croisty porte les noms de 60 soldats morts pour la France pendant la Première Guerre mondiale ; pari eux François Carro est mort dès le 22 août 1914 lors des combats de Maissin (Belgique) ; Joseph Gloux est mort en captivité en Allemagne en 1915 ; Louis Le Bris, marsouin au 56e régiment d'infanterie coloniale a été tué à l'ennemi le 13 juillet 1915 dans la presqu'île de Gallipoli (Turquie) et François Mahé, lui aussi marsouin, mais au 38e régiment d'infanterie coloniale, a été tué à l'ennemi en 1917 dans l'actuelle Macédoine du Nord ; tous les autres sont morts sur le sol français, dont Toussaint Le Douaron et Joseph Le Nestour, tous deux décorés à la fois de la Médaille militaire et de la Croix de guerre.
Un vitrail de l'église paroissiale porte les noms de 25 d'entre eux.

#### La Seconde Guerre mondiale
Le monument aux morts du Croisty porte les noms de 14 personnes mortes pour la France pendant la Seconde Guerre mondiale dont Jean Valentin, tué à l'ennemi à Saint-Vith (Belgique) le 24 mai 1940 ; Louis Le Puil, tué le 11 juin 1941 à la Bataille de Kissoué en Syrie ; Armel Réty, mort le 29 avril 1944 dans le naufrage de l'aviso Tahure, coulé par le sous-marin américain USS Flasher le long des côtes de l'Indochine ; René Rouillé (nommé à tort Jean-Louis Rouillé), résistant déporté au camp de concentration de Bergen-Belsen et décédé le 14 février 1945 ; Vincent Cariou, mort en captivité en Allemagne. Parmi ces victimes également, Xavier Foucault et Jean Le Capitaine, deux résistants FFI, tués lors de combats contre les Allemands le 14 juin 1944 à Kerbic-er-Motenec (une stèle commémorative honoré leur mémoire) ; un monument commémoratif a été édifié en mémoire de Jean Bellec, Maurice Le Nestour, et Maurice Le Nestour (homonyme du précédent), eux aussi résistants FFI, tués à l'ennemi le 14 août 1944 au rocher de Kermarquer en Saint-Caradec-Trégomel. Le journal L'Espoir du Morbihan cite aussi deux autres résistants adhérents du parti communiste : Robert Royant (engagé de l'Armée de l'air, réfugié au Croisty et tué à Priziac) et Lucien Le Vaillant (de Saint-Caradec-Trégomel, tué au Croisty en service commandé le 15 juin 1944) et dans un autre article Jean Le Douaron, Raymond Belper, Philippe Janin et Maurice Morvan, eux aussi résistants FTPF morts au Croisty lors des combats de la Poche de Lorient.

#### L'après Seconde Guerre mondiale
Pierre Le Tenier, adjudant au 159e bataillon d'infanterie alpine, est mort pour la France le 17 février 1957 en Grande Kabylie pendant la Guerre d'Algérie.

## Politique et administration

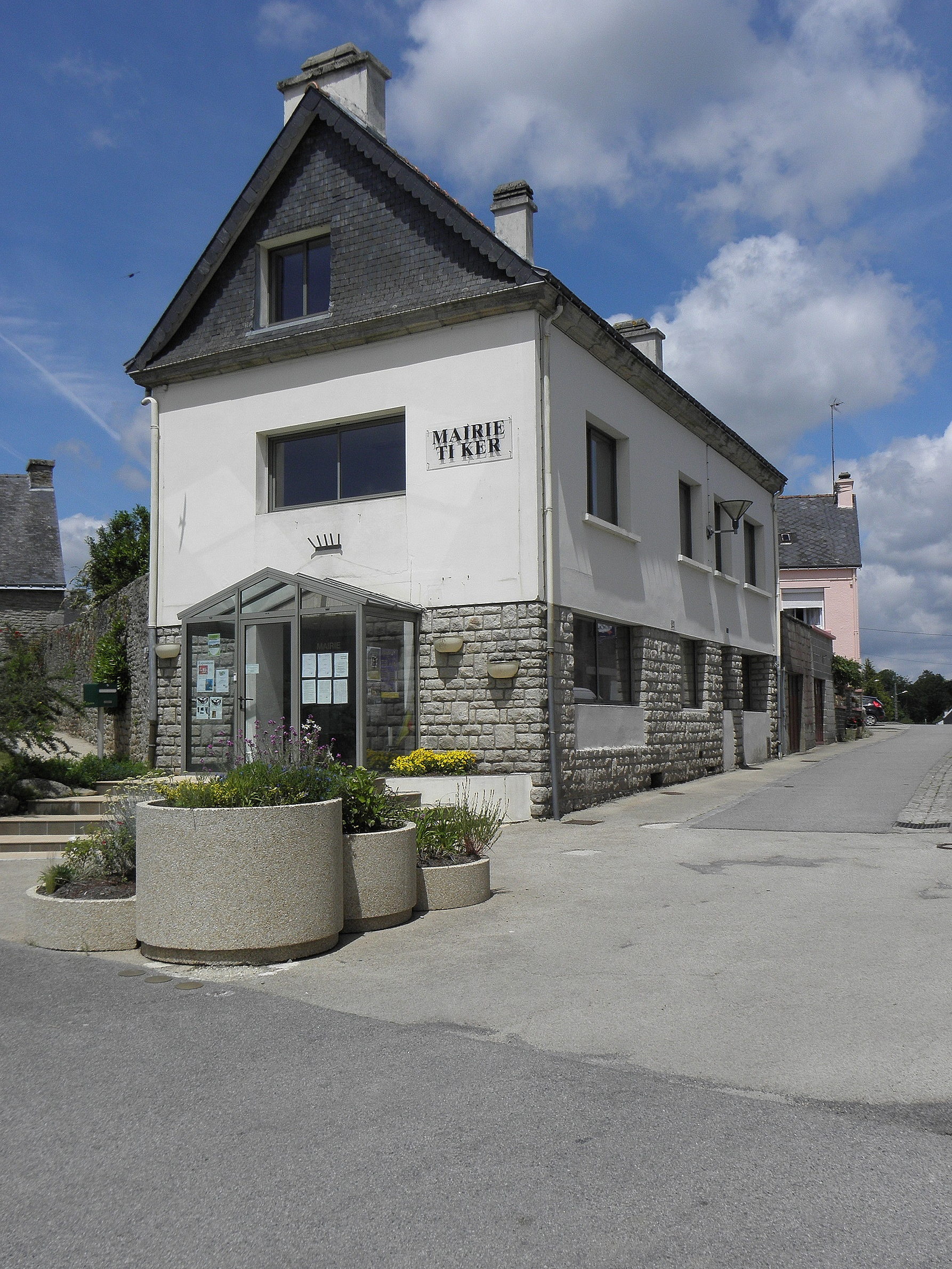
la mairie

| Période                                  | Période          | Identité              | Étiquette | Qualité                                                                           |
| ---------------------------------------- | ---------------- | --------------------- | --------- | --------------------------------------------------------------------------------- |
| 1904                                     | 1912             | Jean Vincent Ollivier |           | Cultivateur. Premier maire du Croisty. Maire de Saint-Tugdual entre 1900 et 1903. |
| 1912                                     | après 1917       | Joseph Louis Quéré    |           | Cultivateur.                                                                      |
|                                          |                  |                       |           |                                                                                   |
| 1947 puis 1983                           | 1977 - puis 1989 | Yvon Quérec           |           | Employé de banque.                                                                |
| 2001                                     | 2008             | Serge Lechat          |           |                                                                                   |
| 2008 Réélu en 2014 et 2020               | En cours         | Bruno Lavarec         |           |                                                                                   |
| Les données manquantes sont à compléter. |                  |                       |           |                                                                                   |

## Démographie
L'évolution du nombre d'habitants est connue à travers les recensements de la population effectués dans la commune depuis 1906. Pour les communes de moins de 10 000 habitants, une enquête de recensement portant sur toute la population est réalisée tous les cinq ans, les populations de référence des années intermédiaires étant quant à elles estimées par interpolation ou extrapolation. Pour la commune, le premier recensement exhaustif entrant dans le cadre du nouveau dispositif a été réalisé en 2006.

En 2022, la commune comptait 742 habitants, en évolution de +4,8 % par rapport à 2016 (Morbihan : +3,82 %, France hors Mayotte : +2,11 %).
| 1906  | 1911  | 1921  | 1926  | 1931  | 1936  | 1946  | 1954  | 1962  |
| ----- | ----- | ----- | ----- | ----- | ----- | ----- | ----- | ----- |
| 1 088 | 1 156 | 1 217 | 1 315 | 1 332 | 1 241 | 1 232 | 1 038 | 1 106 |

| 1968  | 1975  | 1982 | 1990 | 1999 | 2006 | 2011 | 2016 | 2021 |
| ----- | ----- | ---- | ---- | ---- | ---- | ---- | ---- | ---- |
| 1 113 | 1 019 | 921  | 846  | 735  | 685  | 724  | 708  | 732  |

| 2022 | - | - | - | - | - | - | - | - |
| ---- | - | - | - | - | - | - | - | - |
| 742  | - | - | - | - | - | - | - | - |

## Lieux et monuments

### Patrimoine religieux
- Église Saint-Jean-Baptiste, d'inspiration gothique, elle fut achevée au XVIe siècle. Certains des éléments de style roman la constituant évoquent un édifice plus ancien. Elle était très endommagée au début du XXe siècle et a failli être démolie. En entrant dans cette église, on remarque de suite sa voûte bleue, symbole du ciel dans l'art roman. Elle comporte des sablières en bois polychrome, comportant des scènes de chasse et le combat des centaures, un homme sur le point d'uriner, qui furent restaurées en 2001 et 2002. Elles sont classées  Classé MH (1939) pour 14 scènes d'entre elles et une en  Classé MH (1994), d'autres pièces de mobilier de cette église sont également classées.

### Patrimoine civil
- le manoir de Garhenec, date des XVIIe et XVIIIe siècles, il est inscrit à l'inventaire général du patrimoine culturel[37] ;

- le moulin du Temple (XVIe siècle). Ce moulin appartenait sous l'ancien régime aux Hospitaliers de Saint-Jean de Jérusalem. Une pierre avec une croix pattée subsiste[38].

### Sites naturels
- Vallée de l'Aër

L'Aêr en aval de Coët-Milin coule au fond d'une vallée encaissée où affleure le granite qui forme par endroits des chaos rocheux.

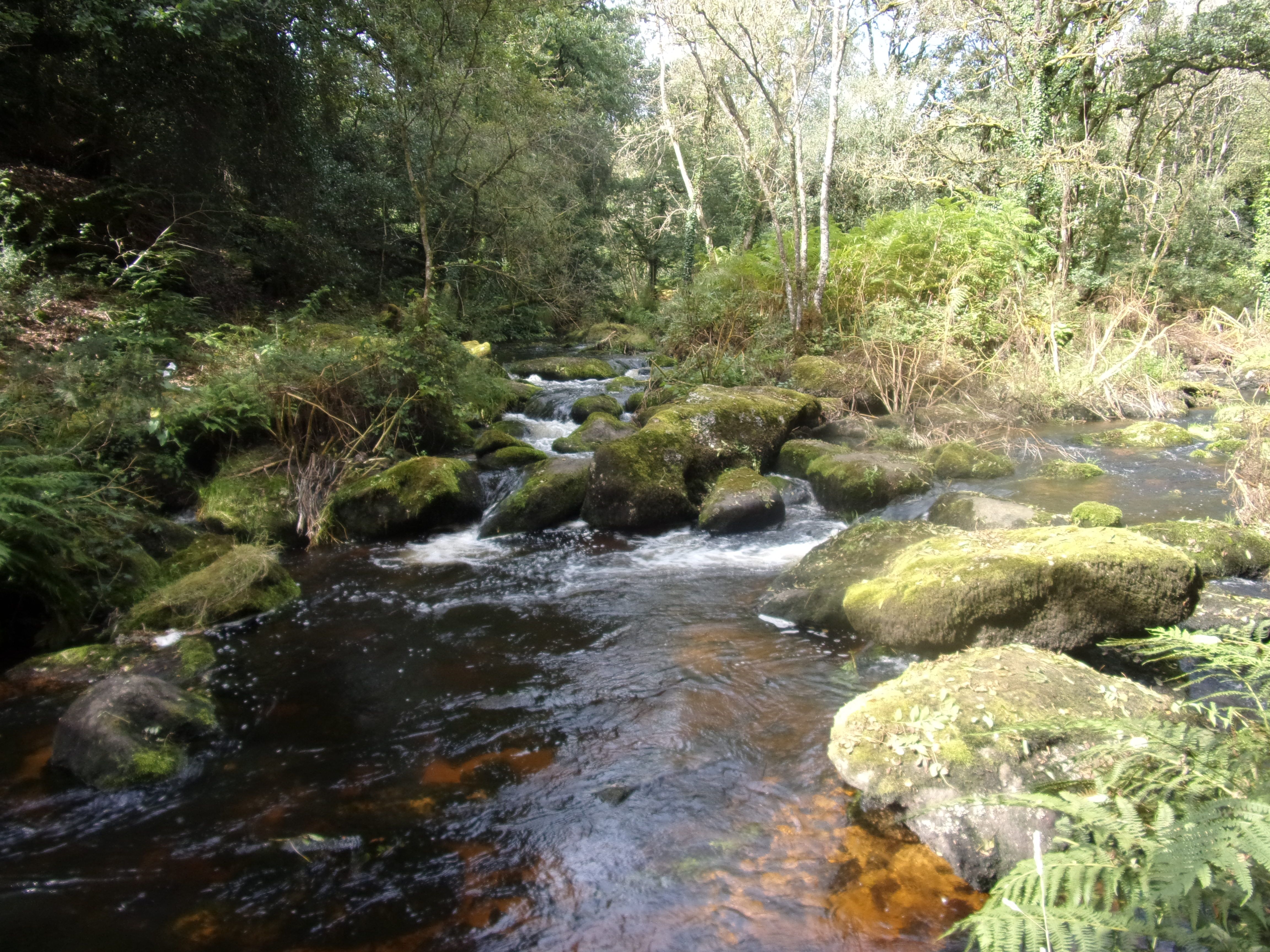
L'Aër près du village de Kergoff. Le lit de la rivière est encombré de gros blocs de granite.